# Момчилова кула
Момчилова кула је средњовјековна тврђава у селу Преодац, у близини Босанског Грахова, Босна и Херцеговина.
Информације и подаци о овој кули су дијелом непознате јер научни радници нису никада направили археолошка истраживања, а нити су потражили податке у писаним документима. Чак и људи које интересује нешто у вези куле, не посећују је због удаљености од 25 км од најближег већег насеља и прометница. По легенди, народ ових крајева кулу везује за Црну Краљицу, док друга легенда говори да је ово мјесто уклето.
Остаци средњовјековне куле још нису истражени, тако да се не зна тачно ко је и када изградио ово утврђење. Мјештани села Преодац тврде да је кула изграђена током периода турске окупације, која је касније падала у руке Момчилу који је са својим борцима бранио Преодац од Турака. Такође постоје спекулације да је кула изграђена у вријеме краља Твртка.
Зашто је изабрана баш та локација не треба да чуди. Такозвани природни услови и уз то стратешки положај су сасвим сигурно одиграли важну улогу. Мјештани села Преодац знају гдје је био главни улаз који је нажалост затрпан камењем. Зидине овог велелепног здања протежу се скроз до дна кањона Унца и јако су неприступачне са спољашње стране.